# Tubo battuto
Il tubo battuto (anche chiamato tamboo bamboo) è uno strumento musicale aerofono libero a esplosione (413) (classificazione Hornbostel-Sachs: cat. 4).I tubi battuti sono dei tronchi di legno scavati, spesso di bamboo, che vengono suonati facendo urtare una delle aperture contro il suolo; in questo modo la colonna d’aria all'interno viene messa in risonanza producendo una nota.
Strumenti come questo sono diffusi con nomi differenti, ma è particolarmente conosciuto il tamboo bamboo, utilizzato ancora oggi nelle isole caraibiche e in particolare a Trinidad. In questo caso, oltre a essere suonato battendolo per terra, viene anche colpito con una bacchetta sulla superficie esterna del tubo rendendolo anche strumento idiofono.